# Herman Schröder
Herman Schröder, född 13 maj 1676 i Uddevalla,  död 12 januari 1744 i Kalmar,  biskop i Kalmar stift. Han var son till handelsmannen Claes Goritzson Schröder, bördig från Mecklenburg, och Throna Torbjörnsdotter Bratt. Schröder gifte sig 1713 med Anna Katarina Schröder. Han blev far till biskopen i Kalmar Carl Gustaf Schröder och biskopen i Karlstads stift Georg Claes Schröder.
Schröder studerade från 1697 vid Lunds universitet och blev magister där 1706. Under vistelsen i Skåne kom han i kontakt med pietismen. Under tiden där drev Schröder en liten skola i Snäckestad, Vånga socken. Han hade där mottagit som elever en del borgarsöner från Karlshamn och överkommissarien Samuel von Otters söner. I bekantskapskretsen fanns också medlemmar av familjen Christoffers i Karlskrona, ur vilken den adliga ätten Ankarcrona räknar sitt ursprung. Det finns alltså en tydlig kontaktyta mellan Schröder och flottan närstående grupper på ett tidigt stadium. Sedan han en kort tid tjänstgjort som adjunkt i Göteborg och predikant vid domkyrkan där. Han fortsatte sina studier vid Uppsala universitet 1709 och befordrades året därefter till filosofie lektor i Göteborg. Schröder prästvigdes 1710. 
På 1710-talet tjänstgjorde han bland annat som fältpräst vid armén i Bohuslän. och han följde med Karl XII som fältsuperintendent under kriget mot Norge 1716. Kungen uppskattade Schröder och utnämnde honom till kyrkoherde i Landvetters socken och prost över Älvsyssels kontrakt. 1717 utnämndes han till kyrkoherde i Uddevalla församling med Landvetters pastorat som prebende. År 1718 utnämndes han till kyrkoherde i Katarina församling i Stockholm. Där var han en förgrundsgestalt inom den konservativa pietismen i Sverige. Schröder förde under ett par decennier en livlig brevväxling med Halle-pietismens centralgestalt August Hermann Francke och dennes son. 
Han var en nitisk och samvetsgrann man med starkt konservativ läggning, kraftigt uppträdande mot den Dippelska rörelsen. Vid valet till biskop i Kalmar stift fick Schröder flest röster och placerades som första namn på förslagslistan. Schröder, som var bekant med några av riksråden, kom också att utnämnas av Fredrik I den 24 november 1729. I detta såg Schröder Guds hand och som en av de främsta verktygen landshövding Gustaf von Psilander. De som i Stockholm verkat för Schröders sak sägs vara drottning Ulrika Eleonora, riksråden Arvid Horn, Olof Törnflycht och Hans Henrik von Liewen, justitiekanslern Johan Cederbielke och statssekreteraren Olof Cederström. Av dessa män var Hans Henrik von Liewen en bekant pietist och Arvid Horn ansågs av pietisterna själva som en deras gynnare. 
Schröder avslutade först under våren 1731 sin verksamhet i Stockholm och 23 juli höll han sin första predikan i Kalmar domkyrka. Som biskop deltog han i riksdagarna. Vid 1734 års riksdag var talmansvalet inte enhälligt. Ärkebiskop Johannes Steuchius hade på grund av sjukdom undanbet sig att vid valet och var inte ens vid närvarande vid riksdagen. I ärkebiskopens frånvaro hade vanligen biskopen i Linköping varit ståndets ordförande, och Hattarna hade också nu som sin kandidat uppställt biskop Erik Benzelius, men Mössorna förenade sig om biskopen i Kalmar, Herman Schröder. Vid talmansvalet segrade emellertid Benzelius med 26 röster emot 22, som tillföll Schröder.
Schröder blev en central gestalt i pietismens historia i Småland.